# Апаче
Апаче (словен. Apače, нем. Abstall) — поселение и община в Словении, располагается у самой границы с Австрией. Община является самой северной в исторической области Нижней Штирии, сейчас же она принадлежит региону Помурска. Апаче располагается в 25 км к северо-востоку от Марибора и в 20 км к западу от Мурски-Соботы.
Приходская церковь в Апаче посвящена Вознесению Девы Марии и принадлежит архиепархии Марибора. Церковь датируется XV-XVI веками. Особняк Фрёденау расположен невдалеке от Апаче. Первоначально построенный в XVII веке в барочном стиле он был перестроен в неоклассическом стиле в XIX веке.